# Дзекановице (Великопольское воеводство)
Дзеканови́це (пол. Dziekanowice) — село в Польше на территории гмины Лубово Гнезненского повета Великопольского воеводства.

## География
Село находится в 5 км от административного центра гмины села Лубово, 11 км от города Гнезно и 39 км от города Познань. Находится на территории Ледницкого ландшафтного парка.

## История
С 1975 по 1998 год село входило в Познанское воеводство.

## Достопримечательности
- В селе Дзекановице на острове Ледницкий[пол.] в южной части озера Ледница[пол.] находится администрация Музея первых Пястов
- Церковь святого Мартина
- На кистене с острова Ледницкий обнаружен знак «А» можно датировать концом XI или рубежом XI–XII веков. Крестовидная вершина центрального зубца связывает знак на кистене с острова Ледницкий с княжескими знаками полоцких Рюриковичей. Если знаки, лишённые ножки, принадлежат княгиням, то знак «А» на кистене с острова Ледницкий мог принадлежать либо жене Изяслава Владимировича, либо жене Брячислава Изяславича, либо жене Всеслава Брячиславича. А с учётом того, что знак находит аналогии на пломбах, датировка которых временем ранее рубежа XI–XII веков маловероятна, то более вероятно, что знак принадлежит неизвестной по имени жене Всеслава Брячиславича[2].